# 340 mm/45 Model 1912
340 mm/45 Model 1912 — 340-миллиметровое корабельное артиллерийское орудие, разработанное и производившееся в Франции. Состояло на вооружении ВМС Франции. Им были вооружены линкоры типа «Бретань». Кроме того, предполагалось оснастить этой артсистемой линкоры типа «Норманди» и «Лион». Также это орудие применялось в железнодорожной и береговой артиллерии.

## Конструкция
Орудие имело лейнированный ствол со скреплением цилиндрами.

## 340 mm/45 Model 1912на железнодорожных установках

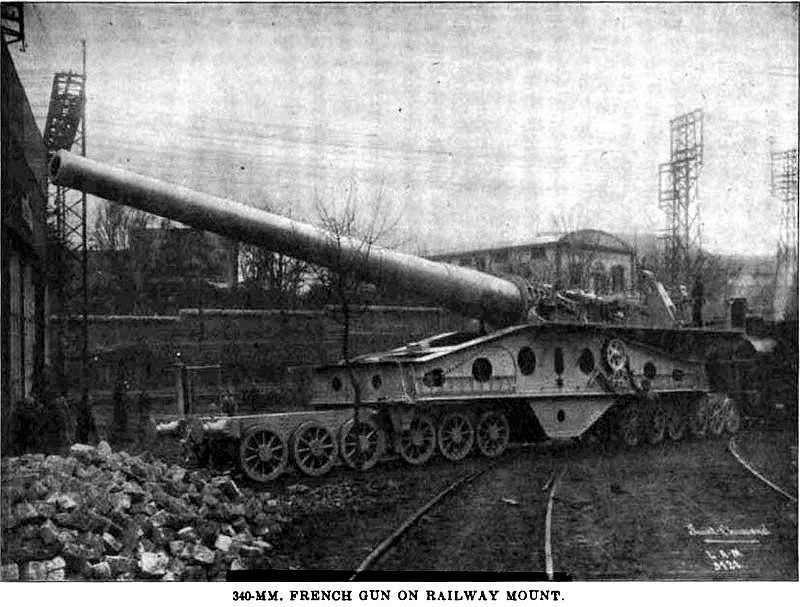
340 mm/45 Model 1912 на железнодорожном транспортёре «Сен-Шамон».

В годы Первой мировой войны часть орудий 340 mm/45 Model 1912, предназначенных для линкоров типа «Норманди», но невостребованных из-за прекращения постройки кораблей, были установлены на железнодорожные транспортеры, разработанные концерном Cie des Forges et Aciéries de la Marine et d’Homécourt из Сен-Шамона и использовались на сухопутном фронте. Общий вес установки составил 166 тонн. Она обеспечивала вертикальное наведение в диапазоне от +15° до +42°, горизонтальное — 8°. Стрельба производилась со специальных криволинейных веток. При этом платформа имела систему домкратов, которые опускали систему поперечных шпал на железнодорожные пути, уменьшая тем самым нагрузку на тележки транспортёра. При выстреле трение поперечных шпал частично поглощало энергию отката.